# Metan (Västra Eneby socken, Östergötland)
Metan är en sjö i Kinda kommun i Östergötland och ingår i Motala ströms huvudavrinningsområde.